# Страсберг, Анна
А́нна Стра́сберг (исп. Anna Strasberg), в девичестве — Мизра́хи (исп. Mizrahi; 16 апреля 1939, Каракас — 6 января 2024, Нью-Йорк, Нью-Йорк) — американская актриса актриса

 венесуэльского происхождения.

## Биография
Анна Страсберг, в девичестве Мизрахи, родилась 16 апреля 1939 года в Каракасе (Венесуэла).
В 1968 году она вышла замуж за режиссёра Ли Страсберга. У них родилось два сына — Адам Страсберг (род. 29 июля 1969) и Дэвид Страсберг (род. 30 января 1971). В 1982 году Страсберг умер.
Благодаря завещанию Мэрилин Монро она получила много денег и решила следить за Театром и Музеем Мэрилин Монро. Руководила Институтом театра и кино Ли Страсберга.
Умерла в Нью-Йорке 6 января 2024 года в возрасте 84 лет.